# Demeter de Kobor

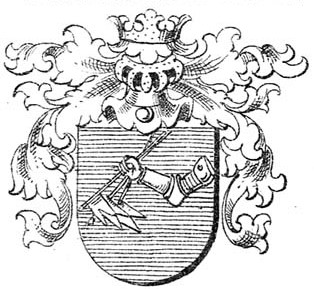
Blazonul familiei Demeter de Kobor (secolul al XVII-lea)

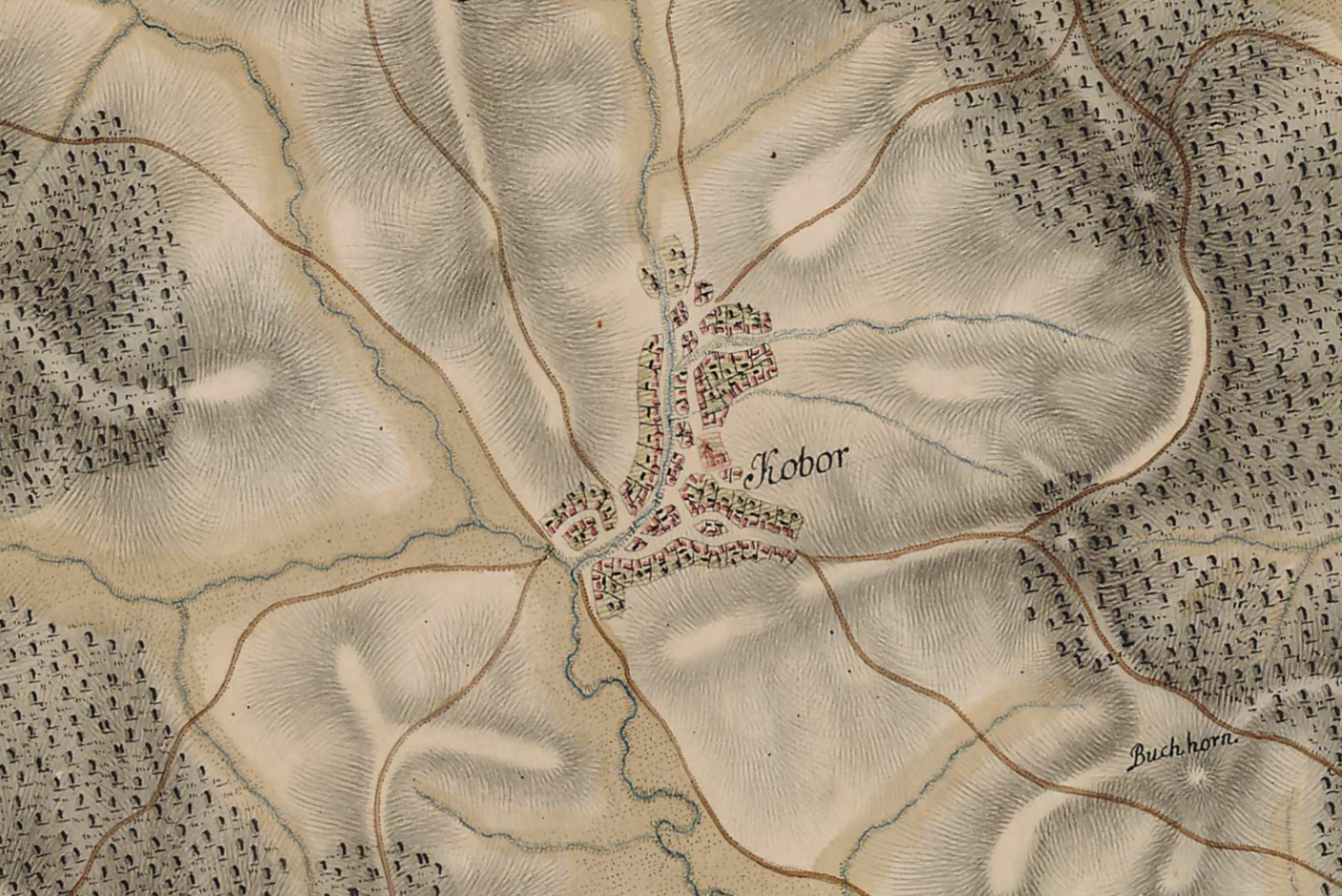
Planul Coborului pe harta Marelui Principat al Transilvaniei (1769-1773)

Demeter de Kobor (în română: Dumitru de Cobor) este o familie nobiliară transilvăneană, înnobilată de principele Mihai I Apafi în anul 1679, ca recunoaștere a meritelor militare în timpul răscoalei curuților.
La momentul în care a fost acordată înnobilarea, familia era stabilită în satul Cobor (germană: Kiwern), din Scaunul Rupea, de mai bine de un secol. Aceasta s-a așezat în localitate la scurt timp după refondarea satului de către autoritățile săsești și a fost menționată pentru prima dată în a doua jumătate a secolului al XVI-lea.

## Descriere blazon
Blazonul prezintă un scut de stil iberic, de azur, cu un câmp simplu pe care se află, în punctul de onoare, un braț drept în armură de argint, pe jumătate îndoit, care ține trei pennoni de argint cu coadă de rândunică, având vârfurile în jos. În șeful scutului se află un coif închis, cu bare, de argint, orientat en face, cu viziera de aur, iar deasupra coifului se află o coroană de cavaler de aur. Mantiile din jurul coifului sunt de argint și sable.
Acest blazon transmite un puternic sentiment de cavalerism, măiestrie militară și noblețe, reflectând virtuțile și statutul proprietarului său, indicând conform normelor heraldice urmatorele caracterstici: 
- Abilități războinice și curaj: Brațul în armură care ține pennoni simbolizează pregătirea pentru luptă, vitejia și priceperea militară a proprietarului. Poziția îndoită sugerează o stare de acțiune sau pregătire, subliniind capacitatea de luptător și curajul.
- Noblețe și conducere: Coiful închis, cu bare, orientat en face, o poziție rezervată adesea nobililor, sugerează că proprietarul are un statut semnificativ, posibil un cavaler sau o persoană cu rang militar înalt. Coiful cu viziera de aur subliniază distincția și noblețea.
- Autoritate și onoare: Coroana de cavaler (coroana cavalerului) deasupra coifului subliniază rangul cavaleresc al proprietarului și aderarea acestuia la codurile cavaleriei, cum ar fi onoarea, datoria și loialitatea.
- Moștenire și tradiție: Stilul iberic al scutului și elementele heraldice reflectă o legătură cu tradițiile cavalerești din Europa de Vest, sugerând o descendență de războinici sau lideri adânc înrădăcinată în cultura militară istorică.
- Puritate și vitejie: Utilizarea argintului (alb) sugerează calități precum puritatea, adevărul și integritatea, în timp ce fundalul de azur reprezintă loialitatea și statornicia.

## Membri ai familiei
- Janos Demeter (1574) - cel mai vechi membru cunoscut al familiei Demeter din Cobor
- Peter Demeter (1640) - locuitor în Cobor
- Paal Demeter (1640) - locuitor în Cobor
- Gergely Demeter (1640) - locuitor în Cobor
- Illona Demeter (1640) - locuitoare în Cobor[5]
- Johann Demeter de Kobor (1679) - nobil din Cobor
- Paul Demeter de Kobor (1679) - nobil din Cobor
- Andreas Demeter de Kobor (1679) - nobil din Cobor[6]
- István Demeter (cca.1700-1720) - locuitor în Cobor
- Mihály Demeter (cca.1700-1720) - locuitor în Cobor
- Péter Demeter (cca. 1700-1720) - locuitor în Cobor[7]
- Illona Demeter (1857) - donatoare a bisericii Reformate